# Begleri

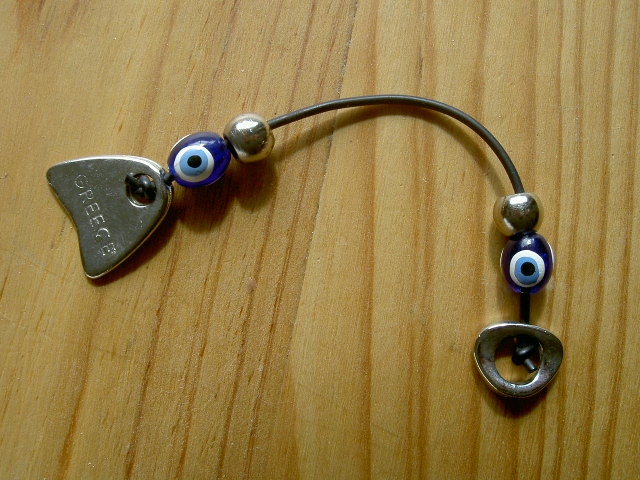
Modernes Begleri

Ein Begleri (griechisch μπεγλέρι) ist ein kleines Geschicklichkeitsspielzeug mit Ursprung in Griechenland oder im Osmanischen Reich, das sich durch sein offenes Design und seine Einfachheit von dem Komboloi, seinem Vorläufer, unterscheidet.

## Beschreibung
Ein Begleri setzt sich aus einer Schnur zusammen, die an beiden Enden eine oder mehrere Bälle bzw. Perlen hat. Es ist möglich, verschiedene Tricks und Bewegungen zu vollführen, indem man die Schnur und die Bälle zwischen den Fingern geschickt dreht.
Mit einem Begleri kann man die Fingerfertigkeit sowie die Hand-Auge-Koordination trainieren. Das Begleri gilt nicht nur als kurzweilig, sondern kann auch zur Förderung der Konzentration und zur Entspannung eingesetzt werden. Das langsame Hin- und Herrollen der Kugeln kann eine entspannende Wirkung entfalten und die Konzentration schärfen.
Durch seine Schlichtheit und Funktionalität ist das Begleri zu einem beliebten Geschicklichkeitsspielzeug geworden, das nicht nur Tradition und Moderne vereint, sondern auch eine Alternative zu klassischen Spielzeugen wie dem Komboloi bietet.
Teilweise wird der Begriff Begleri auch synonym für das Komboloi verwendet.

## Gestaltung

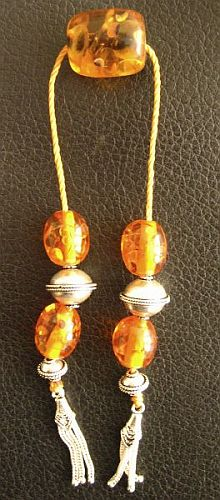
Begleri aus Bernstein

Das Begleri hat seinen Ursprung im traditionellen griechischen Komboloi, einem aus einer Schnur mit mehreren Perlen bestehenden Anti-Stress-Spielzeug. Während das Komboloi eher der Entspannung dient und keine religiöse Bedeutung hat, wurde das Begleri speziell als Geschicklichkeitsspielzeug entworfen. Begleri, das sich vom Komboloi unterscheidet, ist kleiner, hat weniger Perlen und eine Schnur ohne verbundene Enden.
In Paaren symmetrisch und mit gleicher Gewichtung angeordnet finden sich beim Begleri Perlen, wobei die typische mittlere Perle des Komboloi fehlt. Das Begleri besteht üblicherweise aus 6 bis 8 Perlen, und die Enden sind oft mit Kappen aus Silber oder Quasten versehen.
Wie beim Komboloi wurden traditionelle Begleri oft aus Halbedelsteinen, Horn oder anderen kostbaren Materialien gefertigt.
Heute wird das Begleri aus verschiedensten Materialien gefertigt, darunter Holz, Metall, Stein und Harz. Die Designs sind vielfältig und reichen von traditionellen Formen bis hin zu modernen, minimalistischen Stilen.

## Geschichte
Die Ursprünge des Begleri sind nicht eindeutig dokumentiert. Einige Theorien sehen den Ursprung der offenen Form des Begleri durch mögliche Einflüsse in den orthodoxen geknoteten Gebetsschnüren, den sogenannten Komboskini, oder in slawischen Gebetsperlen, die gelegentlich als einzelner Strang gestaltet sind. Ähnlichkeiten gibt es auch zum russischen Chotki oder Chetki, das zwar strukturell anders ist, jedoch in ähnlicher Weise verwendet werden kann.
Das Begleri hat womöglich Wurzeln, die bis in antike Kulturen zurückreichen. Das Wort des Vorgängers „Komboloi“ lässt sich nicht direkt in andere Sprachen übersetzen. Sein Ursprung wird möglicherweise im altgriechischen Wort κόμπος (kompos) vermutet, das „Knacksen“ oder „Lärm“ bedeutet.
Obwohl es keine konkreten archäologischen Beweise gibt, deuten Hinweise auf ähnliche Objekte in mehreren Zivilisationen hin:
- Altes Ägypten: Kordelsiegel wurden für Rituale und Dokumentversiegelungen genutzt.
- Antikes Griechenland: Schnur- und Perlenobjekte waren Bestandteil von Spielen.
- Asien: Ähnliche Gegenstände wurden in Indien und China für Meditation, Spiele und Dekoration verwendet.

Im Osmanischen Reich war die Gebetskette Tesbih besonders verbreitet. Während Tesbih vor allem für religiöse Zwecke diente, entwickelte sich das Begleri als spielerisches und handliches Objekt zur Unterhaltung.
Jugendliche entwickelten aus dem für sie veralteten Komboloi das Begleri. Es wurde speziell für Fingerakrobatik konzipiert und dient sowohl der Unterhaltung als auch der Entspannung. Die Entstehung des Begleri als eigenständige Variante des Komboloi lässt sich jedoch zeitlich nicht genau einordnen.

Das Begleri steht in enger Verbindung zur Kulturgeschichte Griechenlands, und seine Entwicklung wurde auch durch politische Ereignisse beeinflusst. Berichten zufolge erfreuten sich in den 1960er Jahren Begleri mit langen Verbindungsschnüren besonderer Beliebtheit. In der Zeit der Militärjunta (1967–1974) wurde ihre Verwendung jedoch eingeschränkt, da sie als potenziell gefährlich angesehen wurden. Im Nachhinein fanden kürzere Begleri-Varianten ihre Verbreitung, bei denen nur ein kurzes Schnurende die Perlen miteinander verband. Allerdings wurden mit der Fortentwicklung des zeitgemäßen Begleri, sowohl in Griechenland als auch außerhalb, längere Schnüre wieder populär. Während viele moderne Spieler diese längeren Versionen bevorzugen, werden traditionelle Designs weiterhin produziert.

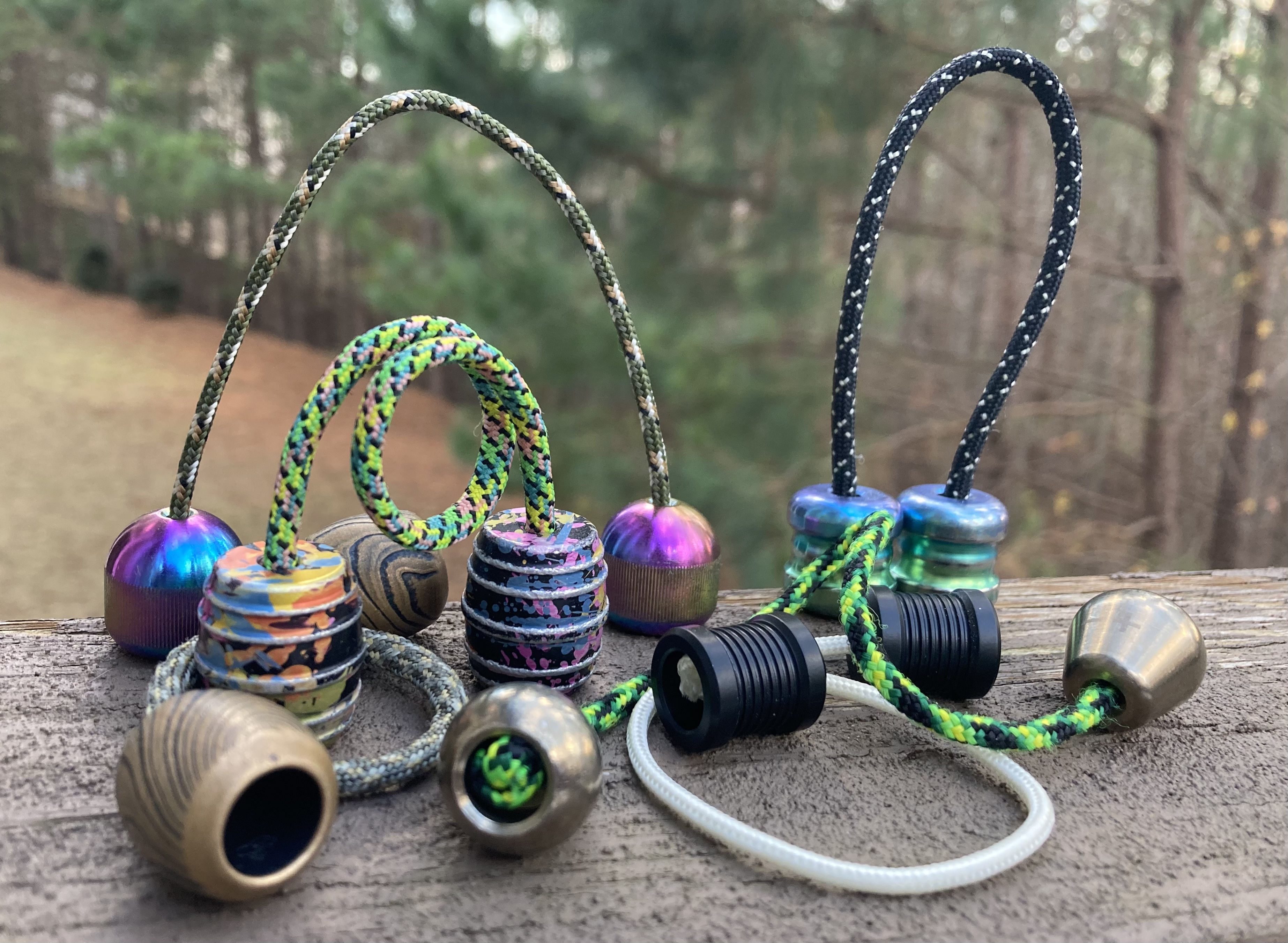
Modernes Sortiment an Begleria

Durch seine Anpassungsfähigkeit hat es Kulturen und Generationen überdauert und bleibt sowohl ein traditionelles als auch modernes Objekt.
Das Begleri hat sich in den letzten Jahren auch außerhalb Griechenlands als Geschicklichkeitsspiel und Alltagsgegenstand zunehmender Beliebtheit erfreut.

## Gesellschaftliche Bedeutung
Das Begleri stellt ein Symbol dar, dessen Deutung sich in unterschiedlichen sozialen Schichten und Gruppen auf besondere Weise voneinander unterscheidet. Von der Gebetskette inspiriert, nahmen auch gesellschaftliche Schichten außerhalb der gottesfürchtigen Bevölkerung ähnliche Objekte an und entwickelten Variationen wie das Komboloi und das Begleri. Die Gebetskette nahm in den Händen jeder sozialen Klasse oder Gruppe unterschiedliche Formen an, erhielt verschiedene Namen und erfüllte unterschiedliche Funktionen. Das Begleri dient als Beispiel dafür, wie die Bedeutung und Funktion kultureller Symbole in verschiedenen Kontexten variieren können.

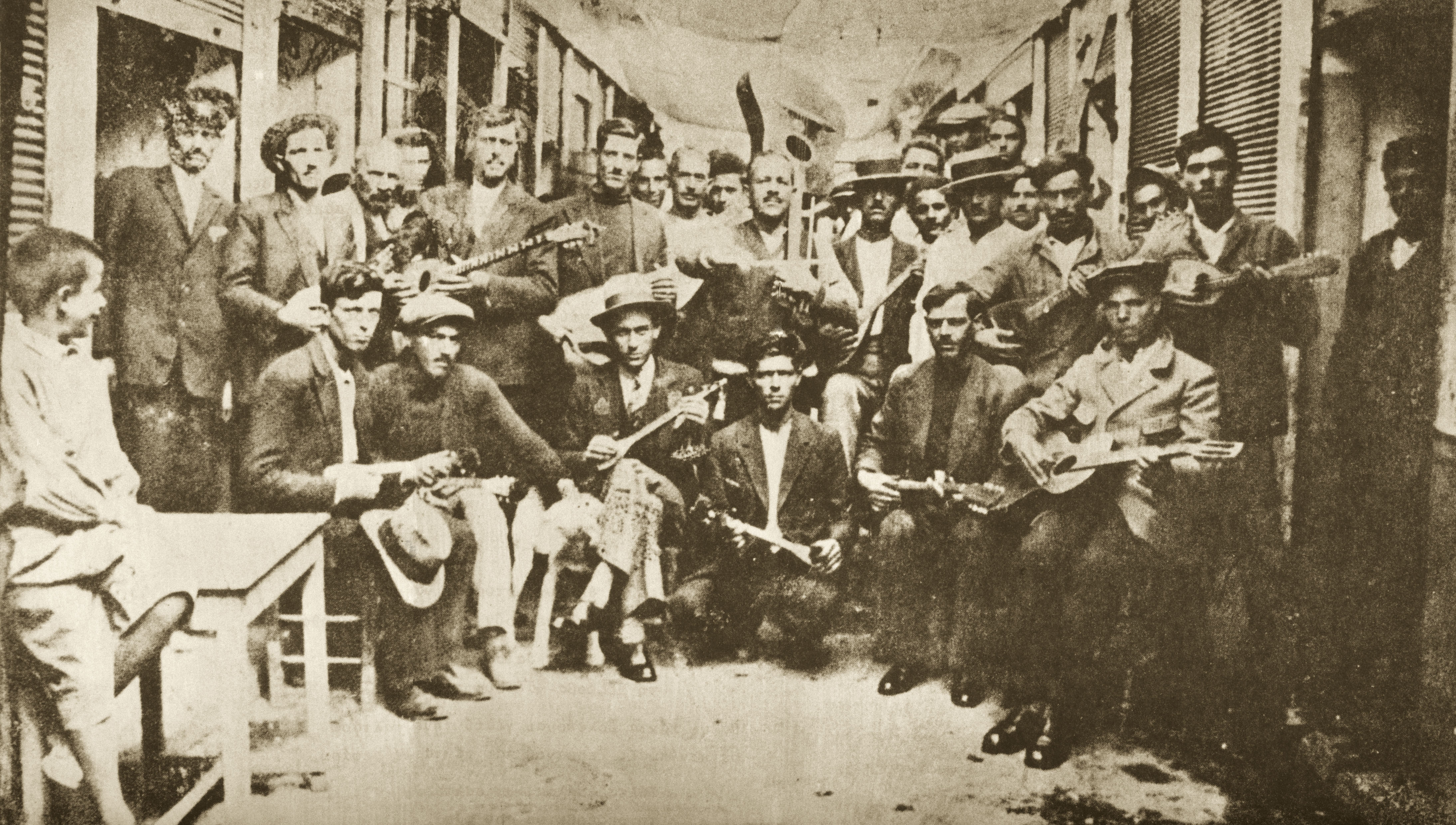
Griechische Rembetiko-Musiker (Rebetes) auf dem Karaiskaki-Platz in Piräus (1933), in einer Zeit, in der das Begleri in dieser Subkultur als weit verbreitet und chic galt.

In Griechenland wurde das Begleri zu Beginn des 20. Jahrhunderts insbesondere von städtischen Subkulturen wie den sogenannten Manges (Singular: Mangas; ein rebellischer junger Mann), Ausgegrenzten, Rebellen und Rembetiko-Musikern populär, mit denen man das Begleri oft in Verbindung brachte. Diese Gruppen werden als Gegenkultur oder städtische Unterwelt beschrieben und waren eng mit der Arbeiter-Subkultur sowie dem Rembetiko-Musikstil verknüpft, der ab dem späten 19. Jahrhundert populär wurde.
Es wird angenommen, dass Manges größere, laut klingende Komboloia bevorzugten, um ihre Geschicklichkeit zu demonstrieren und Aufmerksamkeit zu erregen, indem sie die Perlen aneinander schlugen. Das offene Strangdesign des Begleri machte dies leichter und trug damit vermutlich dazu bei, dass diese Form zunehmend populär wurde.

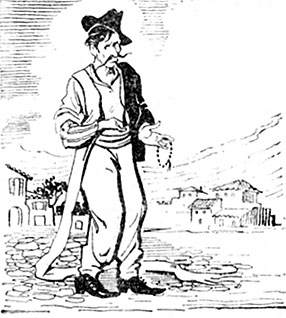
Zeichnung vom Prototyp eines Mangas, einer städtischen Subkultur, die das Begleri populär machte – hier jedoch mit einem Komboloi abgebildet.

Anders als das Komboloi, das meist zur Entspannung verwendet wurde, diente das Begleri vor allem als Geschicklichkeitsobjekt.
In der griechischen Kultur hat das Begleri sich von einem einfachen Spielzeug zu einem vielseitigen Objekt entwickelt, das dekorativ ist, symbolische Bedeutungen wie zur Individualität trägt und gleichzeitig als Werkzeug für Geschicklichkeit und Fingerfertigkeit genutzt wird.
Der griechische Sänger Spyros Zagoraios integrierte teilweise Themen rund um das Begleri in seine Lieder und verband es mit melancholischen Elementen.
Das Begleri erfreut sich insbesondere bei der heutigen Jugend zunehmender Popularität. Durch sein minimalistisches Design und die geringe Größe gilt es als ein praktischer und moderner Begleiter. Im Vergleich zum Komboloi zeichnet sich das Begleri durch eine kürzere Länge und schmalere Breite aus, wodurch es problemlos in moderne Kleidungsstücke wie die Jeans passt.
Das Begleri steht heute für Kreativität, Geduld und Individualität.